# Mare de Déu del Remei de Caldes de Montbui
La Mare de Déu del Remei de Caldes de Montbui és una església de Caldes de Montbui (Vallès Oriental) inclosa a l'Inventari del Patrimoni Arquitectònic de Catalunya.

## Descripció
És una església d'una nau amb un transsepte poc marcat, cúpula al creuer i absis semicircular. A la façana principal es pot veure la porta d'entrada que està flanquejada per dues pilastres llises que aguanten l'entaulament que té un arquitrau dividit amb tríglifs i mètopes, amb decoració escultòrica, i per sobre un timpà triangular buit. La porta té la inscripció "AVE MARIA_ 1548 _GRACIA PLENA". Per sobre hi ha una petita rosassa de forma polilobulada i el coronament de la façana té una forma escalona per acabar en un arc rebaixat. A la dreta de la façana s'aixeca el campanar, de planta quadrangular amb una finestra apuntada a cada cara per ubicar les campanes.
La cúpula exteriorment té un tambor cilíndric; la part superior és una línia recta que es trenca regularment per una forma triangular que correspon a les finestres que s'obren en el tambor; aquestes són d'arc apuntat i estan fetes amb maó, igual que la cornisa que ressegueix el tambor, mentre que la resta és de pedra. del tambor sobresurt la cúpula que té forma apuntada.

## Història
Al lloc on s'aixeca l'ermita actual s'han trobat abundants vestigis d'època romana. Tot fa suposar una continuïtat en la seva consagració, primer de culte pagà i després cristià. La construcció de la capella es va fer gràcies a la donació d'un tros de terra per a l'edificació que feu Joan de Planas Cassanyes Ferrer el 3 de juliol de 1548. Una donació feta per Anna Setmenat i Doms, l'any 1553, va fer possible edificar la casa de l'ermità. El 1577 hom demana permís al bisbe per canviar el portal vell. El portal però, porta la data 1548. L'obra primera va ser dirigida pel primer ermità, fra Nicolau.
El 1736, la capella tenia tres altars. La imatge que s'hi venerava, de terra cuita, es perdé en el segle xix. L'any 1893 s'iniciaren importants reformes en el santuari. Des d'aquella data i fins al 1935 s'hi van fer millores. Va ser incendiada l'any 1936.